# Felix Lederer
Felix Lederer (25. února 1877 Praha – 26. března 1957 Berlín) byl česko-rakouský hudebník a dirigent narozený v Praze.

## Život a činnost
Narodil se v rodině kupce Emanuela Lederera (1825–1897) a jeho manželky Ernestiny, rozené Heilpernové (1833–1905). Měl bratra a tři sestry.
Lederer studoval na Pražské konzervatoři mj. u Antonína Dvořáka. Později přešel na konzervatoř Spolku přátel hudby ve Vídni.
Roku 1897 ve svých 20 letech získal Lederer své první angažmá jako korepetitor v městském divadle ve Vratislavi. Toto místo zastával do roku 1899 a na podzim také místo druhého kapelníka na městských scénách v Norimberku. Zde působil do roku 1903 také jako vedoucí městského operního orchestru. Od roku 1903 působil jako první kapelník v městském divadle v Augsburgu, kde zůstal dva roky.
Následně v letech 1905 až 1908 působil v městském divadle Barmen ve Wuppertalu. V roce 1908 získal dvouleté angažmá v městském divadle v Brémách a později také v Národním divadle v Mannheimu, které od roku 1922 vedl jako generální hudební ředitel opery. Souběžně s tím vedl Mannheimský hudební spolek a obnovil někdejší slávu městských koncertů. V roce 1922 Lederer přijal místo generálního hudebního ředitele v Saarbrückenu, kde mu však byl z politických důvodů v roce 1935 Říšskou divadelní komorou udělen zákaz výkonu povolání.
Na začátku roku 1946 Lederer přijal nabídku místa na Vysoké škole hudební v Berlíně, kde působil do roku 1952 jako řádný profesor dirigování a vedoucí operní školy.
Od roku 1952 se Lederer postupně vzdával svých funkcí a až do konce života se věnoval již pouze dirigování na veřejných koncertech.

### Rodinný život
Dne 4. září 1909 se v Brémách oženil s Dorou Helenou Jeetjen. Manželé Ledererovi měli syna Felix, který se narodil roku 1910, též v Brémách.